# چالش (فیلم ۲۰۲۳)
چالش (به انگلیسی: The Challenge) (به روسی: Вызов) که همچنین با نام تماس با خانه پزشک (به انگلیسی: Doctor's House Call) هم شناخته می‌شود، یک فیلم درام فضایی روسی به نویسندگی و کارگردانی مشترک کلیم شیپنکو است که بخش‌هایی از آن در ایستگاه فضایی بین‌المللی فیلم‌برداری شده‌است. یولیا پرسیلد، میلوش بیکوویچ و ولادیمیر ماشکوف در نقش اصلی این فیلم بازی می‌کنند.